# بیرکنفلد (انتس)
بیرکنفلد (به آلمانی: Birkenfeld) یک شهر در آلمان است که در انتسکرایس واقع شده‌است. بیرکنفلد ۱۰٬۵۶۰ نفر جمعیت دارد.